# Théâtre Yiddish Dora Wasserman

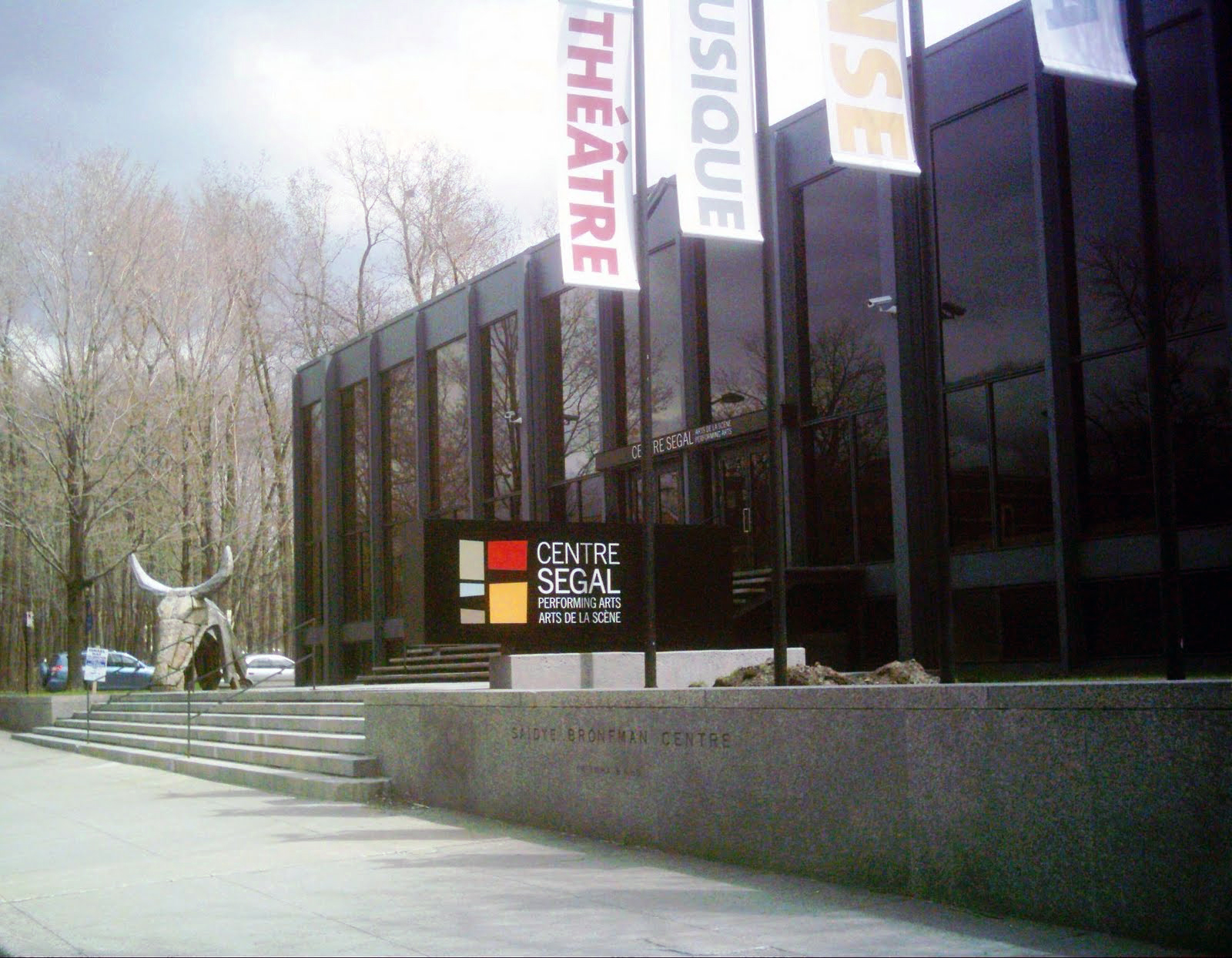
Centre Segal des arts de la scène, Montréal, Québec

Le Théâtre Yiddish Dora Wasserman est un théâtre montréalais fondé en 1958 par Dora Wasserman, une actrice, dramaturge et metteur en scène Juive canadienne d'origine ukrainienne. 
La première pièce du théâtre s'intitule The Innkeeper (en français L'aubergiste). Dora Wasserman dirige cette pièce théâtrale pendant plus de 70 représentations sur une période de plus de quatre décennies. Le Théâtre Yiddish Dora Wasserman est en résidence au Centre Segal des arts de la scène dans le quartier Côte-des-Neiges à Montréal.